# Delphinium crispulum
Delphinium crispulum är en ranunkelväxtart som beskrevs av Franz Josef Ivanovich Ruprecht. Delphinium crispulum ingår i släktet storriddarsporrar, och familjen ranunkelväxter. Inga underarter finns listade i Catalogue of Life.